# Meister von Trochtelfingen

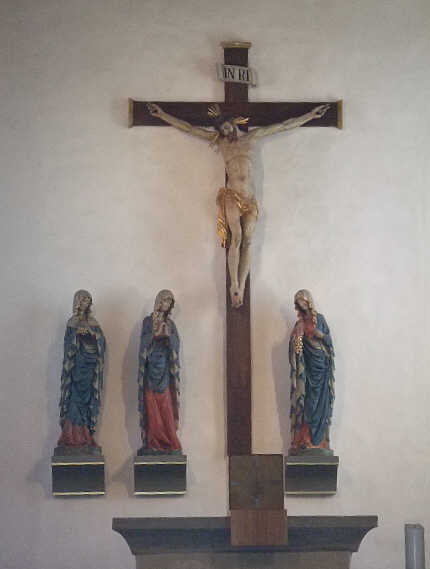
Kreuzigungsgruppe, Trochtelfingen Pfarrkirche St Martin (Barockes Kreuz mit Frauenfiguren aus dem 14. oder 15. Jahrhundert)

Als Meister von Trochtelfingen wird der mittelalterliche Bildschnitzer bezeichnet, der im 14. oder vielleicht auch frühen 15. Jahrhundert drei Figuren der Kreuzigungsgruppe in der Pfarrkirche St Martin in Trochtelfingen auf der Schwäbischen Alb geschaffen hat. Die drei bemalten gotischen Figuren stellen die trauernden Frauen Maria, die Mutter des Gekreuzigten, Maria Magdalena und Maria, die Frau des Kleophas dar. Sie stammen wahrscheinlich ursprünglich von einer  Darstellung eines Heiligen Grabes in der im frühen 19. Jahrhundert abgerissenen Michaelskapelle. Die Entstehungszeit der Frauenfiguren wird um 1322 oder auch hundert Jahre später um 1420 vermutet. Die Figuren wurden im 20. Jahrhundert mehrmals verschiedentlich restauriert und bemalt. Seit 1963 sind sie hinter dem Altar zu sehen. Die Figuren stehen heute unter einem Kreuz aus der Barockzeit.